# Kaulsdorf (Turingia)
Kaulsdorf è un comune di 2 340 abitanti della Turingia, in Germania.
Appartiene al circondario (Landkreis) di Saalfeld-Rudolstadt (targa SLF).
Svolge il ruolo di "comune amministratore" (Erfüllende Gemeinde) nei confronti dei comuni di Altenbeuthen, Drognitz e Hohenwarte.
Il territorio comunale è attraversato dal fiume Saale.

## Geografia antropica

### Frazioni
Il comune comprende le seguenti località:
- Breternitz
- Eichicht
- Fischersdorf
- Hockeroda
- Weischwitz